# Alte Apotheke (Magdeburg)

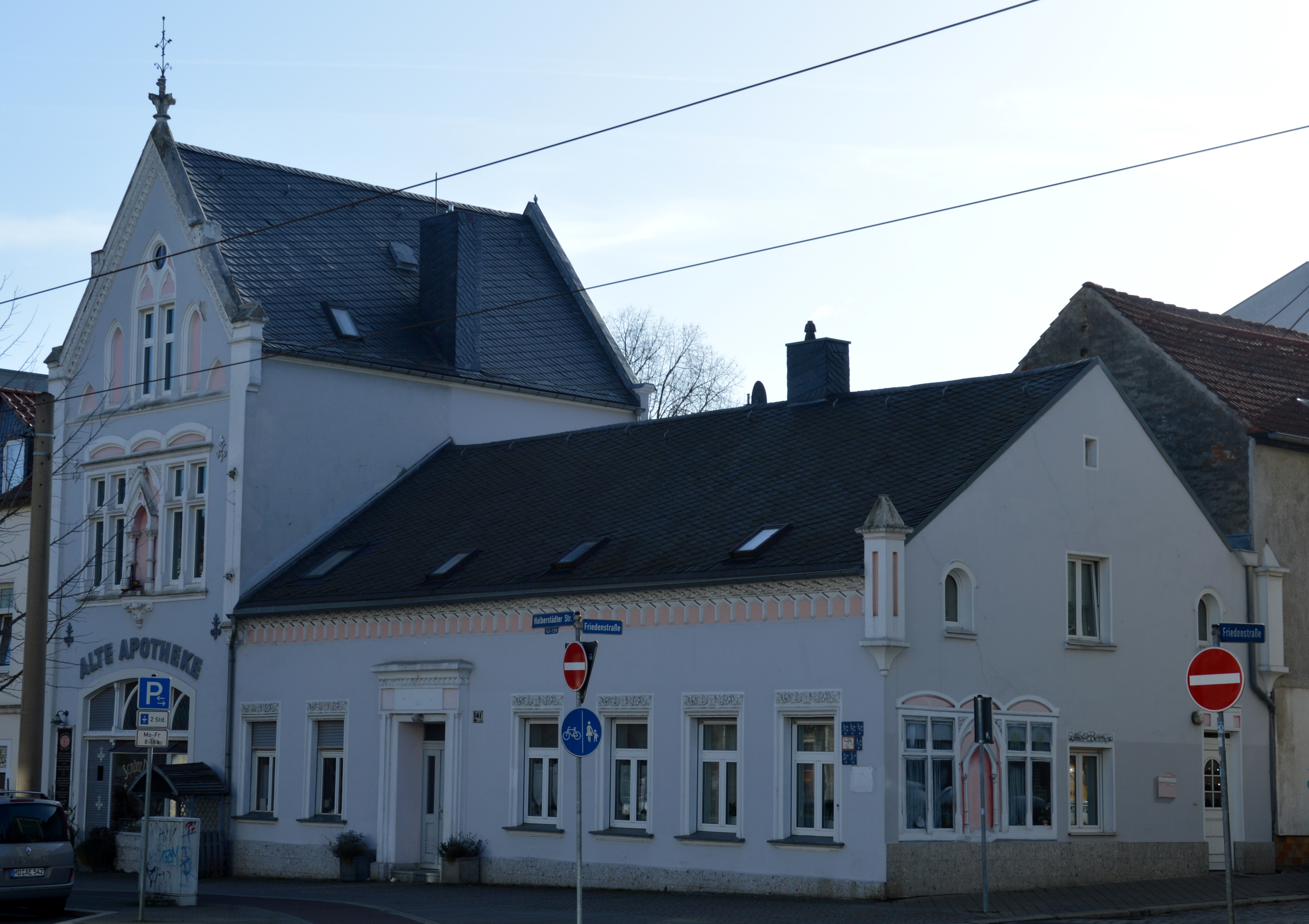
Alte Apotheke

Die Alte Apotheke ist ein denkmalgeschütztes Wohn- und Geschäftshaus in Magdeburg in Sachsen-Anhalt.

## Lage
Sie befindet sich an der Südseite der Halberstädter Straße, südlich des Ambrosiusplatzes im Magdeburger Stadtteil Sudenburg an der Adresse Halberstädter Straße 141. Unmittelbar westlich des Hauses mündet die Friedensstraße auf die Halberstädter Straße.

## Architektur und Geschichte
Die Geschichte von Apotheken in Sudenburg geht bis auf den Mai 1792 zurück, in dem der aus Mecklenburg stammende Apotheker Christoph Ludwig Heyden bei der Magdeburger Kammer die Genehmigung für eine Apotheke in der Sudenburg, die sich damals noch unmittelbar südlich der Magdeburger Altstadt befand, beantragte, sich jedoch nicht durchsetzen konnte. Im September 1792 wurde der Antrag abgelehnt. Eine dann gestartete Initiative Sudenburger Bürgerrepräsentanten an den preußischen König, wurde von diesem abschlägig beschieden. Bereits 1794 erfolgte ein erneuter Antrag, der jedoch nach Protesten der fünf bereits bestehenden Magdeburger Apotheken ebenfalls erfolglos blieb. Am 3. Februar 1830 beantragte der Apotheker Carl August Christian Allardt beim geheimen Staatsminister Wilhelm Anton von Klewiz die Erlaubnis zur Einrichtung einer Apotheke in Sudenburg, die ihm am 6. März 1830 auch tatsächlich erteilt wurde. Die Eröffnung erfolgte dann am 18. September 1831 an der Sudenburger Adresse Breiter Weg 58, der heutigen Halberstädter Straße 141. Nach sieben Jahren wurde die Apotheke dann an Jacob Danckwortt veräußert. Am 1. Oktober 1867 übergab er die Apotheke an seinen Sohn Hermann Danckwortt, der sie bis zum 1. Oktober 1906 führte.
Das ein- bis zweigeschossige verputzte Apothekengebäude geht in seinem westlichen eingeschossigen, mit einem Satteldach bedeckten Teil im Kern vermutlich bereits auf den Anfang des 19. Jahrhunderts zurück und gehört so zu der ersten Bebauung der damals neu errichteten Sudenburg. Um 1870 entstand die angrenzende Friedensstraße, womit das Haus in eine Ecksituation kam. Im Jahr 1887 ließ der Apotheker Dankwortt den östlichen, giebelständigen Teil im Stil der Neogotik neu errichten. Dafür wurde der dort zuvor befindliche Gebäudeteil abgerissen. Zugleich wurde der traufständige westliche Flügel entsprechend umgebaut. Im Giebelbereich des Neubaus wurden dabei Gruppen von Lanzettenfenstern angeordnet, die an Kirchenfenster bzw. an die Gestaltung spätgotischer Bürgerhäuser erinnern. Bekrönt ist der Giebel von einer Kreuzblume. Bemerkenswert ist auch ein an der Ecke zur Friedensstraße angefügter kleiner turmartig gestalteter Eckrisalit.
Im Erdgeschoss des Neubaus wurde eine Apotheke mit holzvertäfelter Decke eingerichtet. Auch entstand ein Laboratorium mit Materialien- und Mörserraum. Oberhalb der Apotheke wurden Wohnräume untergebracht.
Den Dankworts folgten sieben weitere leitende Apotheker. Von Oktober 1916 bis zum April 1918 war erstmals in Magdeburg eine Frau als Apothekenhelferin in der Alten Apotheke tätig. 1921 waren in der Apotheke ein Apotheker, zwei Gehilfen, zwei Lehrlinge und zwei Helferinnen beschäftigt. Vom 1. April 1938 bis zum 31. März 1942 fungierte die Alte Apotheke als Lehrapotheke. In dieser Zeit bestand die Berechtigung für die Ausbildung von Apothekerpraktikanten, die während der Zeit des Nationalsozialismus nicht mehr generell für alle Apotheken bestand und zwischen den verschiedenen Apotheken wechselte.
Nach dem Zweiten Weltkrieg ergaben sich grundlegende Veränderungen im Apothekenwesen Ostdeutschlands. Die Alte Apotheke gelangte so zum 1. Oktober 1945 per Gesetz in den Besitz der preußischen Provinz Sachsen. 1949 wurde die Apotheke von Heinz Müller übernommen. Müller erlangte Bekanntheit durch den von ihm angewandten Krötentest. Dabei injizierte er Kröten, die er hinter dem Haus hielt, den Urin von Frauen. Anhand der Reaktion der Kröten schloss Müller auf mögliche Schwangerschaften. Müller gehörte 1954 auch zu den Initiatoren der Gründung der Pharmazeutischen Gesellschaft des Bezirkes Magdeburg. Die Verpachtung der Apotheke dauerte von 1950 bis 1962 an. Mit dem Ausscheiden Müllers als Pächter 1962 wurde sie zum 1. Januar 1963 in Staatseigentum übernommen. Im Jahr 1975 erfolgten Umbauarbeiten, um die Arbeitsbedingungen in der Apotheke zu verbessern und zu modernisieren. 1981 legte der Apotheker Siegfried Nadolny auf dem Hof einen Kräutergarten mit etwa 60 Arzneipflanzen an. Anfang der 2000er Jahre wurde die Alte Apotheke als Filiale der Apotheke im Einkaufszentrum Kaufland betrieben. Die Geschichte der Nutzung als Apotheke endete etwa in den 2010er Jahren. Derzeit (Stand 2017) ist ein Café im Haus ansässig.
Im örtlichen Denkmalverzeichnis ist das Wohn- und Geschäftshaus unter der Erfassungsnummer 094 81988 als Baudenkmal verzeichnet.
Das Gebäude gilt als Bestandteil des gründerzeitlichen Gebäudeensembles im Umfeld des Ambrosiusplatzes als städtebaulich bedeutsam.